# Refuge d'oiseaux de la baie Est
Le refuge d'oiseaux de la baie Est (anglais : East Bay Migratory Bird Sanctuary) est un refuge d'oiseaux migrateurs du Nunavut (Canada) situé su sud-est de l'île Southampton autour de la baie Est (en). Il est administré par le Service canadien de la faune.
Il est entièrement compris dans la zone importante pour la conservation des oiseaux East Bay/Native Bay.